# Силач (озеро)
Сила́ч — озеро на севере Челябинской области, расположенное к югу от закрытого города Снежинска и к востоку от посёлка Вишнёвогорска.
Площадь озера Силач составляет 18,4 км². Наибольшая глубина 4 м, средняя — 2,5 м. Зимой толщина льда может достигать 90 см. Дно преимущественно илистое, местами песчаное, с каменными выступами. Протокой соединяется с озером Сунгуль (оба озера являются составной частью Каслинско-Иртяшской системы озёр).
В озере обитает щука, окунь, плотва, карась, линь, язь, ёрш, налим, рипус.
Имеются острова в западной части озера.
Акватория озера охраняется моряками дивизиона 32-го морского отряда национальной гвардии России.